# 雷切尔·卡森
蕾切尔·路易斯·卡森（英語：Rachel  Louise Carson；1907年5月27日—1964年4月14日）是一位美國的生物學家、科學記者和非虛構文學作家。她的代表著作是《寂靜的春天》（1962年），該著作的出版被認為美國環境運動的開端。 他被認為對20世紀環境保護有關領域造成重大影響。

## 生平
1907年5月27日，卡森出生于宾夕法尼亚州斯普林代尔的一个农民家庭。1929年毕业于宾夕法尼亚女子学院，1932年在霍普金斯大学获动物学硕士学位。毕业后先后在霍普金斯大学和马里兰大学任教，并继续在马萨诸塞州的伍德豪海洋生物实验室（Woods Hole Marine Biological Laboratory）攻读博士学位，但由于1932年她父亲去世，母親需人赡养，她的经济条件不允许她继续攻读博士，只得在渔业管理局找到一份兼职工作，为电台专有频道广播撰写科技文章。1936年通过了严格的考试筛选，战胜了当时对妇女在行政部门工作的歧视，以水生生物学家之身份，成为渔业管理局第二位受聘的女性。她的部门主管有一次认为她的文章太具有文学性，不能在广播中使用，建议她投到杂志，居然被采用，出版社建议她整理出书，而她于1937年因为姐姐去世，还需要负责两个外甥女，经济也需要支持，1941年出版第一部著作《海风下》，描述海洋生物。
1949年她在渔业管理局（已经更名为“渔业和野生动物管理署”）内晋升为出版物主编，她这时开始撰写第二部书，但15次被不同的杂志退稿，直到1951年被《纽约人》杂志以《纵观海洋》的标题连载。《自然》又出版了另外一部《我们周围的海洋》（The Sea Around Us），连续86周荣登《纽约时报》杂志最畅销书籍榜，被《读者文摘》选中，获得自然图书奖，并使卡森获得两个荣誉博士学位。
由于经济情况有了保障，1952年卡森辞职，开始专心写作，1955年完成第三部作品《海之滨》，又成为一本畅销书并获奖和被改编成记录片电影，虽然卡森对电影耸人听闻的手法和任意曲解的改变不满，拒绝和电影合作，这部电影仍然获得奥斯卡奖。几年中她仍然继续为杂志和电视撰写稿件。

### 名著《寂静的春天》
她抚养的一个外甥女瑪裘莉在31岁就去世了，留下一个3岁的儿子，她收养了这个孩子，为了给这个孩子一个良好的成长环境，同时还要照顾已经年届80的老母亲，她在马里兰州买了一座乡村宅院，正是这个环境促使她关心一个重要的问题，并产生了她最重要的作品——《寂静的春天》。
马萨诸塞州一位鸟类保护区的管理员给她写了一封信，告诉她DDT造成保护区内鸟类濒临灭绝，希望她能利用她的威望影响政府官员去调查杀虫剂的使用问题，她觉得最有效的方法还是在杂志上提醒公众，但出版界不感兴趣，她决定要写一本书。
她當時在科學界地位顯重，故能够得到著名的生物学家、化学家、病理学家和昆虫学家的帮助，她掌握了许多由于杀虫剂、除草剂过量使用，造成野生生物大量死亡的证据，但她以更文学化的、更生动的方式写出来，写这本书她用了4年时间，其间她得了乳腺癌。这本书尚未出版，她就受到了以杀虫剂等化工产品生产商为首，和受到农业部支持的各种媒体的攻击，骂她是“一个歇斯底里的妇女”。1962年《寂静的春天》正式出版后，许多大公司施压要求禁止这本书的发行，但没有成功，反而在社会上引起更大的反响，卡森收到了几百封要求她去演讲的请柬，这本书成为美国和全世界最畅销的书。
杀虫剂开始引起全社会的广泛关注，1963年，在哥伦比亚广播公司的电视节目中，卡森和化学公司的发言人进行了一场辩论，这时她的病情已经很严重，但她尽量克制。年底她被选为美国艺术和科学学院院士并获得许多奖项，包括奥杜邦学会颁发的奥杜邦奖章和美国地理学协会颁发的库兰地理学奖章。最重要的是引起美国政府的重视，她最后一次在公众中露面就是在參議院调查委员会上作证，从而使得1972年在美国全面禁止DDT的生产和使用，美国厂家开始向国外转移，但其后世界各国纷纷效法，目前几乎全世界已经没有DDT的生产厂了。《寂静的春天》成为促使环境保护事业在美国和全世界迅速发展的导火线。

### 逝世
瑞秋·卡森因乳腺癌不治于1964年逝世，时年56岁。在她去世后，1980年美国政府追授她美国对普通公民的最高荣誉——“总统自由勋章”。

## 紀念
2014年5月27日，Google更改首頁的標誌，以紀念卡森107歲誕辰。

## 著作
- 《海洋下》（Undersea，1937）
- 《海风下（英语：Under the Sea Wind）》（1941）
- 《海洋传》（1952，又译我们周围的海洋、大藍海洋、周遭之海）
- 《海之滨（英语：The Edge of the Sea）》（1955）
- 《助孩子成就惊奇之心》（Help Your Child to Wonder，1956）
- 《变换无穷的海岸》（Our Ever-Changing Shore，1957）
- 《寂靜的春天》（Silent Spring，1962）